# Labeo annectens
Labeo annectens es una especie de peces de la familia de los Cyprinidae en el orden de los Cypriniformes.

## Morfología
Los machos pueden llegar alcanzar los 48,5 cm de longitud total.

## Hábitat
Es un pez de agua dulce.

## Distribución geográfica
Se encuentran en África: ríos costeros desde el sur de Camerún hasta Cabinda. También en el río Luongo (cuenca del río Congo).